# Metrodor de Cos
Metrodor de Cos (grec antic: Μητρόδωρος, llatí: Metrodorus), fill d'Epicarm i net de Tirs, fou un filòsof grec de l'illa de Cos, que va estudiar, com altres membres de la seva família, filosofia pitagòrica i també medicina, activitat de molta tradició a l'illa. Va florir cap al 460 aC.
Va escriure un tractat sobre les obres d'Epicarm, on, amb l'autoritat d'aquest metge i també de Pitàgores, sostenia que el dòric era el dialecte propi dels himnes òrfics, segons diu Iàmblic de Calcis.